# Abbrandmodifikator
Ein Abbrandmodifikator (englisch burn rate modifier) ist ein Additiv, welches das Abbrandverhalten von Brennstoffen beeinflusst. Sie werden vorrangig in Sprengstoffen, Treibmitteln oder Raketentreibstoffen zum Einsatz gebracht.
Die Hauptaufgabe ist die Beeinflussung der Abbrandgeschwindigkeit (sowohl negativ als auch positiv in Form eines Katalysators oder Inhibitors). Ebenso können sie die Temperatur verändern oder die Stabilität des Verbrennungsvorgangs beeinflussen. Reine Oxidationsmittel werden in der Regel nicht zu den Abbrandmodifikatoren gezählt.
Beispiele:
- Kupferchromit[4]
- Eisen(III)-oxid[4]
- Aktivkohle[5]